# Maria Antonieta Júdice Barbosa
Maria Antonieta Júdice Barbosa (São Bartolomeu de Messines, 14 de Novembro de 1924 - 1960), foi uma escritora portuguesa.

## Biografia

### Nascimento
Nasceu em 14 de Novembro de 1924, em São Bartolomeu de Messines.

### Carreira literária
Maria Antonieta Júdice Barbosa teve uma curta carreira literária, tendo escrito apenas algumas obras. Em 1961, um ano após a sua morte, foi postumamente publicado o seu livro de poesia A Voz e o Sonho... e outros escritos.

### Falecimento e família
Faleceu em 1960, na sequência de um parto, contando apenas com 35 anos de idade.
Casou com o jornalista Francisco Cota.

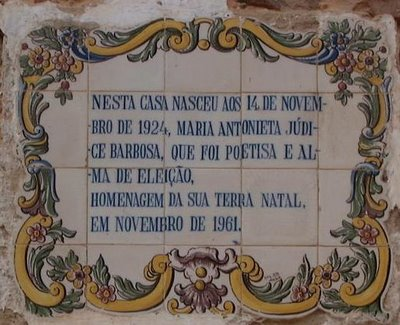
Placa comemorativa na casa de Maria Antonieta Júdice Barbosa, em São Bartolomeu de Messines.

## Homenagens
No ano seguinte à sua morte, foi homenageada em São Bartolomeu de Messines.
No ano seguinte à sua morte, foi colocada uma placa comemorativa na fachada da casa onde nasceu, que foi classificada como Monumento de Interesse Municipal em 2010. O seu nome também foi colocado numa rua em São Bartolomeu de Messines.
Em 2008, foi publicada a obra A voz e o sonho... e outros escritos, na comemoração dos setenta e cinco anos do nascimento da poetisa, com coordenação de João Vasco Reys. Esta obra foi apresentada pela Casa Museu João de Deus, em São Bartolomeu de Messines.